# Pictou County

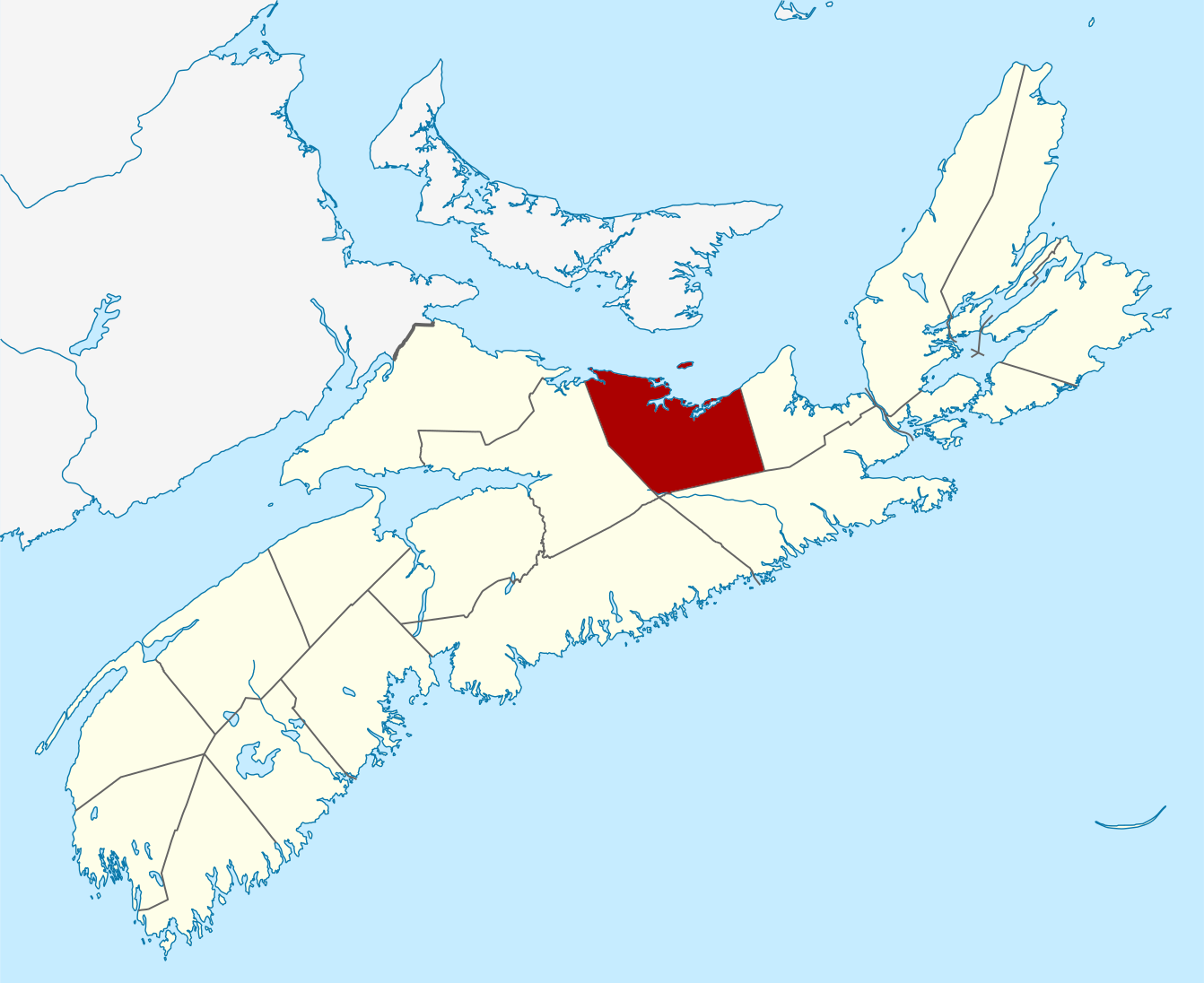
Pictou Countys läge i Nova Scotia.

Pictou County är ett county i Nova Scotia i Kanada med 46 513 invånare (2006) .

## Historik
Pictou County grundades 1835. Det var en del av Halifax County mellan 1759 och 1835.

## Kommuner i Pictou County
De fem städerna New Glasgow, Stellarton, Pictou, Westville och Trenton utgör egna kommuner, liksom indianreservatet Fisher's Grant 24. Resten av countyt täcks av Municipality of Pictou County.